# Formariage
Krachtens het middeleeuwse formariage-recht (Engels : merchet) konden horigen alleen met een andere horige van dezelfde heer trouwen, tenzij zij de toestemming van hun heer hadden gekregen.
In het Franse recht was dit het trouwgeld dat aan de heer werd betaald ter gelegenheid van het huwelijk van een horige met de horige van een andere heer of met een persoon van vrije stand. Indien de formariage niet werd betaald, was de sanctie niet de nietigheid van het huwelijk (aangezien het een kerkelijk sacrament was), maar een geldboete tegen de overtreder, bestaande uit de verbeurdverklaring van zijn goederen of een door de landsheer vastgestelde boete.. Deze taks was er dus op gericht om het luttele vermogen van de horigen naar de heer te doen vloeien.
In de 15e eeuw verdween het gebruik in West-Europa, op enkele regio's na.
Er bestonden regionale verschillen over de kwestie van wie de kinderen uit zo een huwelijk zou 'bezitten'. Sommigen verkozen de heer van de vader, anderen die van de moeder. Een derde gebruik bestond erin ze toe te kennen aan de heer van het leen waar het kind werd geboren. Zulke problemen werden tussen heren van aangrenzende lenen om de kinderen uit zulk een huwelijk te 'verdelen'.
Een goedkeuring van een horige om een vrije persoon te huwen was veel moeilijker te bekomen, omdat het gebruikelijk was om de kinderen uit zo een huwelijk te bestempelen als vrije mensen.

## Etymologie
Formariage komt van het Latijn foris (buiten) en maritagium (huwelijk).